# Frank Mancuso Jr.
Ne doit pas être confondu avec Frank Mancuso.
Pour les articles homonymes, voir Frank Mancuso (homonymie).
Frank Mancuso Jr. est un scénariste et producteur de film américain né le 9 octobre 1958 à Buffalo, New York (États-Unis).

## Biographie
Il est le fils de Frank Mancuso Sr., qui fut le président de la MGM de 1984 à 1999. On a pu le voir en 1990 lors d'une petite apparition clin d'œil dans Affaires privées (Internal Affairs).

## Filmographie
- 1981 : Vendredi 13 : Le Tueur du vendredi (Friday the 13th Part 2)
- 1982 : Vendredi 13 : Meurtres en trois dimensions (Friday the 13th Part III)
- 1983 : The Man Who Wasn't There
- 1984 : Vendredi 13 : Chapitre final (Friday the 13th: The Final Chapter)
- 1985 : Vendredi 13 : Une nouvelle terreur (Friday the 13th: A New Beginning)
- 1986 : Week-end de terreur (April Fool's Day)
- 1987 : Back to the Beach (en)
- 1987 : Vendredi 13 ("Friday the 13th") (série TV)
- 1988 : Permanent Record
- 1988 : Vendredi 13 : Un nouveau défi (Friday the 13th Part VII: The New Blood)
- 1990 : Affaires privées (Internal Affairs)
- 1991 : Elle et lui (He Said, She Said)
- 1991 : Body Parts
- 1992 : Cool World
- 1995 : La Mutante (Species)
- 1996 : The Limbic Region (TV)
- 1996 : Liens d'acier (Fled)
- 1997 : The Escape (TV)
- 1997 : Truand (Hoodlum)
- 1998 : La Mutante 2 (Species II)
- 1998 : Ronin
- 1999 : Stigmata
- 2002 : Amitié dangereuse (New Best Friend)
- 2004 : Species III (vidéo)
- 2005 : Adieu Cuba (The Lost City)
- 2006 : Crossover